# Гимназия „Тауър“
„Гимназия „Тауър“ (на английски: Tower Prep) е канадски и американски телевизионен сериал, сниман в Канада. Създаден е от Пол Дини за Cartoon Network, като дебютира на 16 октомври 2010 г. На 11 декември 2011 г. Дини обявява в своя Twitter акаунт, че сериалът няма да бъде продължен, след 13 епизод.

## Сюжет
Внимание:  Текстът по-долу разкрива сюжета на произведението (или части от него)!
Иън Арчър, заедно с приятелите си Си Джей, Гейб и Суки, се опитват да се измъкнат от „Тауър“, като правят таен план, скрит от учителите, директора и повечето ученици. Освен със Си Джей и станалата банда, той се съюзява с още ученици, които също целят това – да избягат от гимназията невредими, преди гномите да ги заловят.

## Гимназията
„Тауър“ е място, където тийнейджъри, с различни специфични суперсили, се обучават да ги използват и развиват. Учителите нямат имена, а просто се наричат с имената на предметите си. За учениците местонахождението на гимназията е напълно неизвестно. Растителността и животинският свят са комбинирани, от целия свят – там се среща растителност и животински видове и от седемте континента. Цялата гимназия се управлява от изкуствен интелект на име Шепот. Тя управлява всички данни на училището, алармира за нередности, дори служи за будилник на учениците. С незнанието и несъгласието на директора, Шепот помага на Иън да избяга, като му предоставя различни данни, които не би дала на другите ученици. Всеки един ученик има свое идентифициращо устройство, с големината и вида на мобилен телефон, чрез което обаче не може да се свърже с никой, който е извън гимназията. Всеки ученик в училището се е появил по много странен и необясним за него начин. Никой няма право да напусне училището, докато не завърши. Поради това Иън се стреми да избяга. На малко хора от гимназията е известно, че преди него още много са опитвали да избягат, но безуспешно. Самата гимназиална сграда е обградена от гора, приблизително приличаща на екваториалната. Малко по-навътре в гората има стена, която отделя училищната зона от света. Стената е лесно препятствие, но вечер, когато Иън има най-голяма възможност да избяга, в гората излизат да пазят гноми, които са училищни префекти. Те са облечени в костюми и комуникират със звуци, които без преводач човекът не може да ги разбере.

## Герои
- Иън Арчър – когато е изключен от обикновеното градско училище, вечерта в игра, заедно с Арчър, се включва потребител на име Шепот 119. След по-малко от минута слушалките на Иън започват да шумят а миг по-късно той се озовава в „Тауър“. Силата му е да вижда какво ще се случи, преди да е станало.
- Габриел „Гейб“ Лексингтън Форест – притежава способността да кара другите да правят това, което той иска. Често разсмива останалите с държанието си, без дори да го осъзнава.
- Кандис „Си Джей“ Уорд – притежава умението да чете почерка на другите, като им прави точен профил на личността. Тя твърди, че няма никакви спомени за живота си преди да се озове в гимназията.
- Суки Сато – може да имитира гласа и почерка на друг човек, както и всякакви животински звуци.

## „Гимназия „Тауър“ в България
В България сериалът започва на 29 декември 2012 г. по bTV Cinema, всяка събота и неделя от 10:00, с повторения в същия ден от 20:00, като премиерите свършват на 26 януари 2013 г. На 31 юли 2013 г. започват повторения с разписание всеки делничен ден от 09:00 и 18:00. Ролите се озвучават от артистите Красимира Кузманова, Нона Титирякова, Димитър Иванчев, Здравко Методиев и Александър Воронов.